# Віленський Ілля Аркадійович
Ілля Аркадійович Віленський (нар. 2 (14) березня 1896, м. Кременчук, Полтавська губернія, Російська імперія — 28 червня 1973, Київ, Українська РСР) — український композитор, музично-громадський діяч. Заслужений артист УРСР (1938), заслужений діяч мистецтв УРСР (1947).

## Біографія
Народився у Кременчуці.
Від 1914 до 1918 року навчався у Петроградській консерваторії по класу композиції у Василя Калафаті, по класу фортепіано у Олександра Вінклера.
Один із ініціаторів створення Київської філармонії, симфонічного оркестру у Києві, Театру юного глядача, 3-ї музпрофшколи у Києві, а також Театру Червоної Армії у Харкові.
Художній керівник Ансамблю танцю України (1937—1941).
Був головою військово-шефської комісії Спілки композиторів України.

### Нащадки
Віленський Костянтин Михайлович, онук — композитор, класичний та джазовий піаніст-віртуоз. До початку 1990-х років творив та мешкав у Києві, потім переїхав до Польщі.

## Творчість
Автор оркестрових та інструментальних творів, хорів, пісень, дитячих опер та музичних комедій.
Писав музику до кінофільмів:
- «Шкідник» (1929, реж. К.Болотов, ВУФКУ, Київ)
- «Трансбалт» (1930, реж. М.Білинський, «Українфільм», Київ)
- «Генеральна репетиція» (1931, реж. М.Білинський, «Українфільм», Київ).
- «Висота № 5» (1932, разом з І.Белзою, реж. Ф.Лопатинський, «Українфільм», Київ). Фільм не вийшов на екрани.
- «Шельменко-денщик» (1957, пісні на вірші Г. Плоткіна, реж. В. Іванов. Київська кіностудія художніх фільмів ім. О. П. Довженка.
- Телефільм «Проста річ» (1958, автор музичного оформлення).

Автор дитячих опер «Горбоконик» (1936), «Івасик-Телесик» (1971), балету — «Свято врожаю» (разом з В. Рождественским, 1948), музичних комедій «Сорочинський ярмарок» (1935), «Роки молоді» (1958), «Шельменко-денщик» (1962). Писав оркестрові, інструментальні, вокально-хорові твори, пісні («Тансільванський вальс»).